# Sara Cardoso-Ribeiro

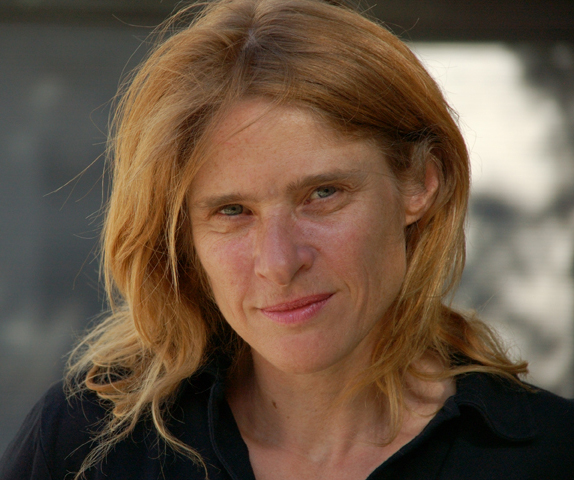
Sara Cardoso-Ribeiro

Sara Cardoso-Ribeiro (* 1958 in Bad Wildungen) ist eine deutsche Fotografin und Autorin.

## Leben
Sara Cardoso-Ribeiro absolvierte ein Soziologiestudium und arbeitet u. a. als Dozentin für verschiedene Fachbereiche. Sie fotografiert seit 1986 Werkkörper im Bereich konzeptueller Fotografie. 

## Ausstellungen und Projekte seit 1986 (Auswahl)
- 2020 Konzeptentwicklung WELTWERT
- Teilnahme am Kunstsalon 2012, Haus der Kunst, Südgalerie, München
- 2011: Zwergerlgartenpavillon,
- FMDK Ausstellung, Oberste Baubehörde, München.
- Neuer Kunstsalon 2010, Haus der Kunst, München, Juni/Juli.
- Projekt-Aufschnittland. Eine Idee – eine Wanderausstellung – ein Fotobuch.
- Ausstellungsbeteiligung Galerie ARTAe, Leipzig; erste öffentliche Vorstellung einiger Arbeiten des Projektes Aufschnittland.
- Neuer Kunstsalon 2008, Haus der Kunst, München.
- Bye-Bye, Fotoserie unter Bezugnahme auf Die Leiden anderer betrachten, von Susan Sontag.
- Fotoprojekt Pastori in Neapel.
- Neuer Kunstsalon 2007, Haus der Kunst, München.
- Organisation des Projekts Dadada. Die Präsentation der Warenwelt aus der Sicht des Kleinkindes. Kunstprojekt mit Katalog in Zusammenarbeit mit Münchener Handelsunternehmen zu Gunsten der Stiftung Deutsche Kinderkrebshilfe e.V., Ausstellung in München.
- Skulptur, Malerei, Grafik, Foto, Kunsthalle Arnstadt.
- denkmalfarbig Haus der Kunst, München.
- hautnah, Haus der Kunst, München.
- Teilnahme an verschiedenen Ausstellungen und Kunstprojekten in Indien.
- Geschichten aus Kersko, Fotoprojekt nach Erzählungen von Bohumil Hrabal.
- Plants & Flowers, interaktives Internetprojekt.
- Sugar & Salt, interaktives Internetprojekt.
- Herzbruch, Fotoinstallation mit Video und Sound, Berlin.
- Vibrator for Life, Fotoausstellung, Berlin.

## Publikationen
- 2020 Unser liebes Aufschnittland. Entdeckungen, Rezepte und Göttliches. Ein Bilderlesebuch.
- 2020 Weltwert I, der Abschied, Weltwert II, die Übernahme. Fotobücher mit Texten.
- 2019 Les Gardiens obsolètes. Konzeptionelle Fotoarbeiten unter Einbeziehung einer Auswahl Zeichnungen von Richard Knötel. Mit Katalog.
- Pathfindings/Wegfindungen. Fotobuch. ISBN 978-3-00-023169-8.
- Der Ball gehört uns. Joty und Akshay aus Indien. CD-ROM, ISBN 3-00-002374-7.
- Die Dame mit dem Hündchen. Fotobuch nach Anton Chechov. ISBN 3-00-003541-9.

| Personendaten    | Personendaten                   |
| ---------------- | ------------------------------- |
| NAME             | Cardoso-Ribeiro, Sara           |
| KURZBESCHREIBUNG | deutsche Fotografin und Autorin |
| GEBURTSDATUM     | 1958                            |
| GEBURTSORT       | Bad Wildungen                   |